# Вонтоны

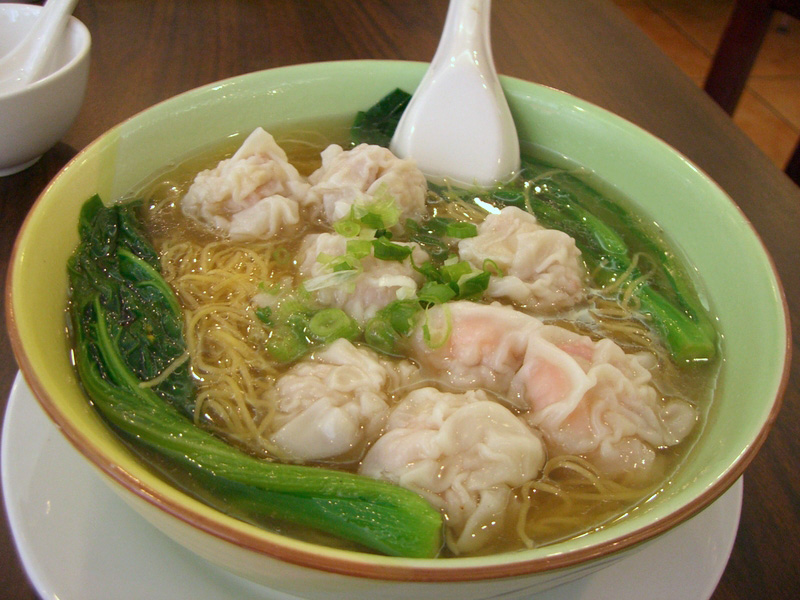
Суп с лапшой и вонтонами.

Вонтоны (правильнее ваньтхань, кантон. трад. 雲吞, упр. 云吞 wàhntān [wɐ̀ntʰɐ́n]; также пишется 餛飩 / 馄饨) — разновидность пельменей в китайской кухне. Вонтоны обычно подаются в супе, но иногда и жарятся. Их заправляют не только мясом, но и грибами шиитаке и стеблями молодого бамбука. Суп с вонтонами особенно популярен на Китайский Новый год, так как считается, что лапша в нём символизирует долголетие. Обжаренные вонтоны могут продаваться и отдельно, как своего рода фастфуд (особенно в Гонконге).